# Přání k mání
Přání k mání (slovensky Tri želania) je český komediální film s fantaskními prvky režiséra Víta Karase a scenáristy Miroslava Adamce. Jeho kinopremiéra proběhla 7. prosince 2017.

## O filmu
Náctiletý hrdina Albert je až po uši zamilovaný do Jitky, sestry svého nejlepšího kamaráda; ta však jeho lásku neopětuje. Albertovi rodiče – profesní duo varietních kouzelníků – prochází krizí středních let. A místní floutek a playboy Bosák mladší projevuje snahu o získání rodičovské lásky a uznání svého otce-hoteliéra. Albert i ti druzí v postupem času přijdou na to, že ke štěstí není třeba kouzel a magických sil, ale hlavně odvaha k činu; to však nikterak nevylučuje existenci čar a kouzel.

## Recenze
- Mirka Spáčilová, Mladá fronta DNES / iDNES.cz,  40 %[2]
- Věra Míšková, Právo / Novinky.cz,  50 %[3]
- Karolina Benešová, Červený koberec,  60 %[4]